# Moto G8
El Moto G8 (XT2045-1) es un Teléfono inteligente de gama media, lanzado por Motorola el 25 de octubre de 2019 y el 2 de abril de 2020. Tiene un precio aproximado de $270 dólares y cuenta con otros 4 modelos con características distintas.

## Características

### Hardware
Detalles técnicos de este dispositivo: procesador Snapdragon 665, memoria RAM de 4 GB, pantalla de 6.4 pulgadas, batería de 4000 mAh, tres cámaras traseras y una cámara frontal.

### Software
Los modelos Moto G8 Play y Moto G8 Plus vinieron de fábrica con Android 9.0, pero empezaron a recibir la actualización a Android 10 el día 8 de febrero de 2021, mientras que los modelos Moto G8 y Moto G8 Power recibieron la actualización a Android 11 el día 15 de marzo de 2021 entre las novedades para Android 10 se encuentran gestos de pantalla, modo oscuro, modo emergencia, conectarse a redes vía QR, etc. Las novedades para Android 11 son el reordenamiento de notificaciones, grabación de pantalla, Android Auto vía Bluetooth, entre otras.

## Otros modelos
El Moto G8, al igual que generaciones anteriores, posee modelos secundarios con diferentes especificaciones, aunque esta vez lanzados en fechas distintas.

### Moto G8 Plus
Es una versión superior del Moto G8 con mejoras respecto al modelo principal, teniendo estas características:
- Tiene la versión Android 9.0 Pie instalada.
- Posee 3 cámaras traseras de 48MP, 16MP y 5MP.
- La pantalla disminuye ligeramente hasta 6.3 pulgadas.

### Moto G8 Play
Es una versión más económica y con características reducidas como estas:
- Posee Android 9.0 preinstalado.
- La RAM pasa a ser de 2 GB.
- El almacenamiento interno pasa a ser de 32 GB.
- Procesador Helio P70M.
- El peso disminuye ligeramente.
- La pantalla disminuye hasta 6.2 pulgadas.
- Los MP de sus cámaras disminuyen hasta 13MP, 8MP y 2MP.

### Moto G8 Power
Introducida en la generación anterior, pensada para uso multimedia, teniendo estas características:
- Posee Android 10 preinstalado.
- La batería sube hasta 5000 mAh.
- Posee 4 cámaras de 16MP, 8MP, 8MP y 2 MP.

### Moto G8 Power Lite
Es una versión más económica del Moto G8 Power para el mismo propósito multimedia, teniendo estas características:
- Posee Android 9.0 Pie de fábrica.
- Procesador Helio P35.
- La pantalla sube hasta 6.5 pulgadas.

## Comparación entre modelos
Aquí se muestran la comparación entre esos cinco modelos del Moto G8
| Especificación         | Moto G8                                            | Moto G8 Plus                                        | Moto G8 Play                                     | Moto G8 Power                                           | Moto G8 Power Lite                                |
| ---------------------- | -------------------------------------------------- | --------------------------------------------------- | ------------------------------------------------ | ------------------------------------------------------- | ------------------------------------------------- |
| Lanzamiento            | 2 de abril de 2020                                 | 25 de octubre de 2019                               | 25 de octubre de 2019                            | 2 de abril de 2020                                      | 2 de abril de 2020                                |
| Pantalla               | 6.4 pulgadas                                       | 6.5 pulgadas                                        | 6.2 pulgadas                                     | 6.4 pulgadas                                            | 6.5 pulgadas                                      |
| Resolución             | 720 x 1560 píxeles                                 | 1080 x 2280 píxeles                                 | 720 x 1560 píxeles                               | 1080 x 2300 píxeles                                     | 720 x 1600 píxeles                                |
| Procesador             | Qualcomm Snapdragon 665                            | Qualcomm Snapdragon 665                             | MediaTek Helio P70M                              | Qualcomm Snapdragon 665                                 | Mediatek Helio P35                                |
| Almacenamiento Interno | 64 GB                                              | 64 GB                                               | 32 GB                                            | 64 GB                                                   | 64 GB                                             |
| Cámara                 | Cámara trasera: 16MP+8MP+2MP Cámara Frontal: 16 MP | Cámara trasera: 48MP+16MP+5MP Cámara Frontal: 25 MP | Cámara trasera: 13MP+8MP+2MP Cámara Frontal 8 MP | Cámara trasera: 16MP+8MP+8MP+2 MP Cámara Frontal: 16 MP | Cámara trasera: 16MP+2MP+2MP Cámara Frontal: 8 MP |
| RAM                    | 4 GB                                               | 4 GB                                                | 2 GB                                             | 4 GB                                                    | 4 GB                                              |
| Batería                | 4000 mAh                                           | 4000 mAh                                            | 4000 mAh                                         | 5000 mAh                                                | 5000 mAh                                          |
| Lector de Huellas      | Sí                                                 | Sí                                                  | Sí                                               | Sí                                                      | Sí                                                |
| Dimensiones            | 161.3 x 75.8 x 9 mm                                | 158.4 x 75.8 x 9.1 mm                               | 157.6 x 75.4 x 9 mm                              | 156 x 75.8 x 9.6 mm                                     | 164.9 x 75.8 x 9.2 mm                             |
| Otros                  | Android 10                                         | Android 9.0                                         | Android 9.0                                      | Android 10                                              | Android 9.0                                       |